# Mariene ecoregio Marquesas
De Mariene ecoregio Marquesas (162) (Engels: Marquesas marine ecoregion) is een biogeografische regio en ligt in het centrale deel van de Grote Oceaan in de Mariene provincie Marquesas (41) in het Marien rijk Oostelijke Indo-Pacific. De mariene ecoregio is vastgesteld door het World Wide Fund for Nature en The Nature Conservancy en is vernoemd naar de Marquesaseilanden.
Het gebied grenst niet aan andere mariene ecoregio's.

## Geografie
De mariene ecoregio ligt in het centrale deel van de Grote Oceaan rond de Marquesaseilanden in Frans-Polynesië. Het gebied strekt zich uit van de wateren rond het eiland Hatutu in het noordwesten tot aan het eiland Fatu Hiva in het zuidoosten.
Door het gebied stroomt de Pacifische Zuidequatoriale stroom.

## Biogeografie
Het gebied kent zeeleven dat houdt van tropische temperaturen.